# ائووین
ائووین (به انگلیسی: Éowyn) یک شخصیت خیالی در داستان ارباب حلقه‌ها است. ائووین دختر ائوموند است. او هم‌چنین برادرزادهٔ تئودن پسر ثنگل، شاه روهان، از خاندان ائورل جوان است. او یک باکره سپر (شیلدمیدن) است و به آراگورن علاقه دارد.
او در نبرد پله‌نور علی‌رغم فرمان تئودن با لباس مبدل و نام مستعار درن‌هلم شرکت کرد و پادشاه جادوگر آنگمار را کشت و پیش‌گویی گلورفیندل را محقق کرد.
ائووین با فارامیر، کارگزار گوندور، ازدواج کرد و آن‌ها با هم در تپه‌های امین آرنن در ایتیلین با هم زندگی کردند. فارامیر به او لقب بانوی سفید روهان داد.